# Alexis Argüello
Alexis Argüello (Managua, 19 aprile 1952 – Managua, 1º luglio 2009) è stato un pugile e politico nicaraguense.
È uno dei pochi pugili ad aver conquistato titoli mondiali in tre diverse categorie di peso (piuma, superpiuma e leggeri), ritirandosi tutte le volte con indosso la cintura mondiale. 

## La carriera sportiva
Esordì fra i professionisti nel 1968, a 16 anni, in modo del tutto inusuale, per un futuro campione mondiale: perse l'incontro per KO al 1º round. Dopo due vittorie perse anche il 4º incontro, ai punti, ma da lì in poi la sua carriera divenne un elenco interminabile di vittorie prima del limite. Ben quattro match disputati da Argüello sono compresi nella lista compilata dalla rivista Ring Magazine dei 100 più grandi combattimenti di tutti i tempi, con titolo in palio.
A venti anni Argüello era uno dei più forti pesi piuma del Centro America, ma aveva sempre gareggiato solo a Managua. Il 24 novembre 1973 indusse al ritiro il trentenne ex campione mondiale José Legrá, battendolo per Kot al primo round. Il 16 febbraio 1974 combatté per la prima volta fuori dal Nicaragua, a Panama, sfidando il campione mondiale WBA, il panamense Ernesto Marcel. Argüello perse ai punti in 15 riprese. Marcel, che era solo ventiseienne, si ritirò dopo quell'incontro.
Argüello ebbe quindi un'altra chance nove mesi più tardi, il 23 novembre del 1974, che sfruttò al meglio, battendo per KO al 13º round il fortissimo messicano Rubén Olivares e conquistando quindi il titolo WBA dei pesi piuma. Tale match fu riconosciuto anche dalla rivista specializzata Ring Magazine e valido per lo status di campione lineare . Nei primi undici round Olivares era ampiamente in vantaggio e nel 12º colpì duramente il nicaraguense. Nella ripresa successiva il messicano tentò di chiudere il match ma fu colpito da un terribile colpo d'incontro alla mascella che lo mise al tappeto facendogli perdere il paradenti. Olivares si rialzò ma fu nuovamente colpito da Argüello che lo mandò al tappeto sino al conto finale. Il match è collocato al 39º posto nella lista dei 100 più grandi combattimenti di tutti i tempi. Argüello mantenne il titolo mondiale dei piuma fino al 1977, quando lo lasciò vacante dopo quattro difese superate tutte prima del limite.
Il 28 gennaio 1978 Argüello conquistò il mondiale WBC dei superpiuma battendo Alfredo Escalera per KO al 13º round. Identico risultato si verificò nel match di rivincita, il 4 febbraio 1979. In tale occasione Escalera fu contato in piedi sino all'otto al quinto round e atterrato altre tre volte con un gancio sinistro di Argüello al quarto, al quinto e al tredicesimo round. A questo punto l'arbitro Poletti fermò l'incontro al conteggio di sette, con Escalera che aveva perso l'equilibrio mentre cercava di rialzarsi. Il portoricano scese dal ring con un taglio al sopracciglio sinistro e sotto l'occhio destro e Argüello con una ferita sopra l'occhio destro. Entrambi i match Argüello-Escalera sono compresi nella lista compilata dalla rivista Ring Magazine dei 100 più grandi combattimenti di tutti i tempi, rispettivamente al 67º e al 40º posto. Argüello abbandonò il titolo dei superpiuma nel 1980, dopo averlo difeso contro Rafael Limón, Bobby Chacon, Ruben Castillo e Rolando Navarrete, vincendo sempre prima del limite. In un match non valido per il titolo batté anche l'ugandese Cornelius Boza-Edwards per KOT all'8º round.
Il 20 giugno del 1981 conquistò, battendo il britannico Jim Watt, anche il titolo mondiale WBC e della rivista The Ring dei leggeri, riconosciuto valido per il campionato lineare, a seguito della rinuncia al titolo del panamense Roberto Durán, ultimo titolare indiscusso della corona mondiale. Lo difese per la prima volta il 3 ottobre 1981 ad Atlantic City contro un astro nascente della boxe, l'italo americano Ray "Boom Boom" Mancini. Alla dodicesima ripresa, con il match ancora in equilibrio, Argüello mandò al tappeto l'avversario con un destro. Mancini fu atterrato nuovamente al 14º round e, a quel punto, il match fu interrotto dall'arbitro che attribuì la vittoria al nicaraguense per knock-out tecnico. 
Argüello difese altre tre volte il titolo mondiale dei leggeri battendo Roberto Elizondo, James Busceme e Andy Ganigan, sempre prima del limite. Poi, nel febbraio del 1983, abbandonò ancora una volta il titolo lasciandolo vacante.
Nel frattempo aveva tentato di conquistare anche un quarto titolo mondiale, quello WBA dei superleggeri, con lo scopo di passare alla storia come il primo pugile ad aver indossato le cinture mondiali di quattro categorie diverse. Il suo tentativo fu però respinto da un altro fuoriclasse, l'afroamericano Aaron Pryor, il 12 novembre 1982 a Miami per KOT al 14º round. Al sesto round, Argüello fu ferito all'occhio sinistro. Si calcola che, nel complesso dell'incontro, Pryor abbia colpito il suo avversario con 428 pugni e il nicaraguense lo abbia centrato 238 volte. Dopo il combattimento vi furono polemiche per il contenuto di una bottiglia utilizzata da Pryor nell'intervallo del 13º round. Al suono della campana, infatti, Pryor sembrò rinato e sferrò una raffica di colpi sull'avversario senza ottenere risposta. Ciò indusse l'arbitro a fermare il combattimento. Non essendo stato controllato il contenuto della bottiglia né effettuati i test delle urine dopo il match, si sospettò che vi fossero contenute sostanze illegali. Tale incontro è collocato all'8º posto nella lista dei 100 più grandi combattimenti di tutti i tempi dalla rivista Ring Magazine che lo ha anche definito "il match del decennio".
Stesso esito ebbe la rivincita, combattuta il 9 settembre 1983 al Caesars Palace di Las Vegas e conclusasi per KOT al 10º round. Pryor e Argüello divennero in seguito amici, frequentandosi diverse volte all'anno.
Argüello rimase inattivo per l'anno 1984. Poi combatté altre due volte nel 1985 e nel 1986, con due vittorie prima del limite, prima di ritirarsi una prima volta dal pugilato. Risalì sul ring a quarantadue anni nel 1994, ottenendo un'altra vittoria ai punti, anche se con verdetto contrastato. Subì poi una sconfitta, ai punti, nell'ultimo match da lui sostenuto, il 21 gennaio 1995, prima di ritirarsi definitivamente.
Nel 2008 fu il portabandiera per il Nicaragua alle Olimpiadi di Pechino.
La International Boxing Hall of Fame lo ha ammesso fra i più grandi pugili di ogni tempo. Nel 1994 la rivista Ring Magazine lo ha considerato il miglior peso leggero junior della storia del pugilato e nel 2002 lo ha collocato all'ottavo posto tra i pesi leggeri. La medesima rivista lo ha classificato al 20º posto sia in un elenco dei primi 100 picchiatori di ogni epoca, sia in una propria classifica degli 80 migliori pugili degli ultimi 80 anni.

## La politica
Argüello fu anche un guerrigliero sandinista, a cui in seguito i sandinisti stessi espropriarono i beni, esiliandolo, dopo il suo passaggio a una visione anticomunista, negli USA. Questo avviene nel 1985, dopo che per un certo periodo Argüello aveva combattuto nel gruppo anticomunista dei Contras, appoggiati dagli Stati Uniti. In quel periodo Argüello si trasferì a Miami, dove divenne l'idolo degli esuli cubani che contestavano Fidel Castro.
Poté tornare in Nicaragua solo dopo la caduta del governo sandinista, nel 1990, ma in seguito entrò in politica proprio seguendo l'antica fede. Nel novembre 2008 venne eletto sindaco di Managua.

## Morte
Il 1º luglio 2009 si suicidò con un colpo d'arma da fuoco al cuore, in circostanze non del tutto chiarite.